# Shenzhousaurus
 Shenzhousaurus  ist eine Gattung von theropoden Dinosauriern in der Gruppe der Ornithomimosauria aus der Unterkreide von Ostasien. Er gilt als einer der ältesten und urtümlichsten Vertreter dieser Gruppe.

## Merkmale
Von Shenzhousaurus ist bislang nur ein unvollständiges Skelett bekannt, bei dem der Schädel beschädigt war und die unteren Teile der Beine, der hintere Teil des Schwanzes und Teile der Vordergliedmaßen fehlten. Wie alle Ornithomimosauria dürfte er sich biped (auf zwei Beinen) fortbewegt haben, wobei die Hinterbeine deutlich länger als die Vorderbeine waren. Die Vorderbeine waren groß, aber zierlich gebaut – im Gegensatz zu späteren Ornithomimosauriern war der Mittelhandknochen des Daumens noch kürzer als die beiden anderen. Ein weiteres urtümliches Merkmal ist, dass dieser Dinosaurier noch Zähne im vorderen Teil des Unterkiefers hatte – der Oberkiefer war zahnlos. Pro Kieferhälfte waren rund neun kleine, kegelförmige, nicht gezackte Zähne vorhanden. In der Magenregion wurden Überreste von Gastrolithen (Magensteine) entdeckt, was ein Indiz dafür sein könnte, dass sich Shenzhousaurus von Pflanzen ernährte. Das Exemplar weist eine dem Opisthotonus ähnliche Körperhaltung auf. Diese gekrümmte Körperhaltung des Halses mitsamt dem Kopf sowie dem Schwanz ist nicht auf Agonie, sondern auf Zersetzungsprozesse nach dem Tode zurückzuführen.

## Entdeckung und Benennung
Die fossilen Überreste von Shenzhousaurus wurden in der Yixian-Formation in der chinesischen Provinz Liaoning entdeckt und 2003 erstbeschrieben. Der Name leitet sich von einer alten Bezeichnung für das Land China ab. Typusart und einzig bekannte Art ist Shenzhousaurus orientalis. Der Fund wird in die Unterkreide (Barremium) auf ein Alter von rund 130 bis 126 Millionen Jahre datiert. Damit ist er zusammen mit Kinnareemimus und Pelecanimimus der älteste bekannte Vertreter der Ornithomimosauria.

## Systematik
Shenzhousaurus gilt nach Pelecanimimus als basalster Vertreter der Ornithomimosauria und abgesehen von diesem als Schwestertaxon der übrigen Gattungen dieser Gruppe. Zu den urtümlichen Merkmalen zählen die Bezahnung (außer Pelecanimimus und Harpymimus sind alle anderen Vertreter zahnlos), das gerade und noch nicht nach vorne gebogene Sitzbein im Becken und der erste Mittelhandknochen, der noch nicht gleich lang wie die anderen war.